# Ubi pus, ibi evacua
Ubi pus, ibi evacua es un aforismo latino, utilizado habitualmente en medicina, que significa: «donde hay pus, hay que evacuarlo». Se refiere a lo que los médicos  deben hacer cuando  encuentran un acúmulo de pus en cualquier parte del cuerpo humano; esto es, crear una abertura para facilitar su salida.
Por ejemplo, lo que un otorrinolaringólogo haría frente a un caso de un niño que padeciese otitis media crónica recurrente, insertar en el conducto auditivo un tubo de timpanostomía para evacuar el exceso de fluido en el interior de la cavidad. Los antibióticos suelen tener dificultades para acceder al absceso, y no funcionan correctamente debido al bajo pH del pus. Sin embargo, crear un canal de drenaje para evacuar el pus evitará el acúmulo de bacterias. 
La evacuación de pus es una parte del tratamiento en una infección, pudiendo también requerirse antibióticos. La mayoría de las veces por sí sola, la evacuación de pus, no curará la infección. 